# Sent Vincenç de Lusèg
Sent Vincenç de Lusèg (en francès Saint-Vincent-Rive-d'Olt) és un municipi francès situat al departament de l'Òlt i a la regió d'Occitània.
El municipi té Sent Vincenç de Lusèg com a capital administrativa, i també compta amb els agregats de las Ròcas, Paulhac, Cornon, Vairòus, la Boissa i Marcairac.

## Demografia
| 1962                                       | 1968 | 1975 | 1982 | 1990 | 1999 | 2007 |
| ------------------------------------------ | ---- | ---- | ---- | ---- | ---- | ---- |
| 336                                        | 354  | 357  | 400  | 417  | 428  | 481  |
| Des de 1962: població sense dobles comptes |      |      |      |      |      |      |

## Administració
| Període | Identitat       | Partit |
| ------- | --------------- | ------ |
| 2001-   | Claude Courtiol |        |